# Shitpost

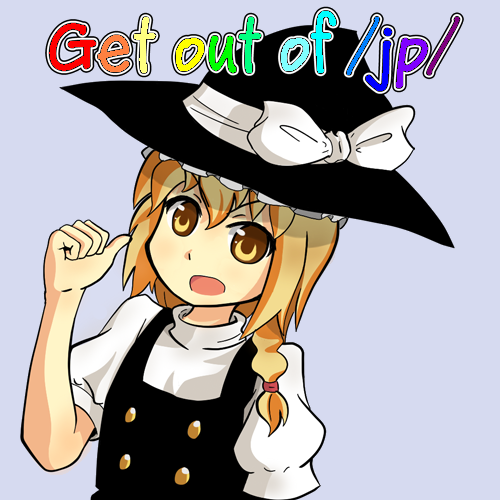
Meme shitpost ("ảnh biểu cảm") được đăng lại thường xuyên, bắt nguồn từ bảng /jp/ (văn hoá Otaku) của 4chan, bao gồm nhân vật Touhou Project Kirisame Marisa

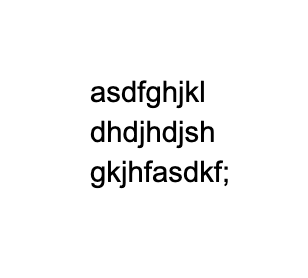
Một ví dụ về shitpost: một hình ảnh không chứa gì ngoài văn bản được tạo bằng cách đánh máy ngẫu nhiên.

Trong văn hóa Internet, shitpost (tạm dịch: đăng nhảm) là việc sử dụng một diễn đàn trực tuyến hoặc trang mạng xã hội để đăng nội dung có tính chất châm biếm và "có chất lượng kém đến mức hung hãn, mỉa mai và thành troll". Những bài đăng shitpost được xây dựng có chủ ý để làm chệch hướng các cuộc thảo luận hoặc gây ra phản ứng dữ dội nhất với ít nỗ lực nhất, và đôi khi được thực hiện như một phần của một cuộc chiến chọc tức được phối hợp để làm cho một trang web không thể sử dụng được bởi những người truy cập thường ngày.